# Švýcarská kultura

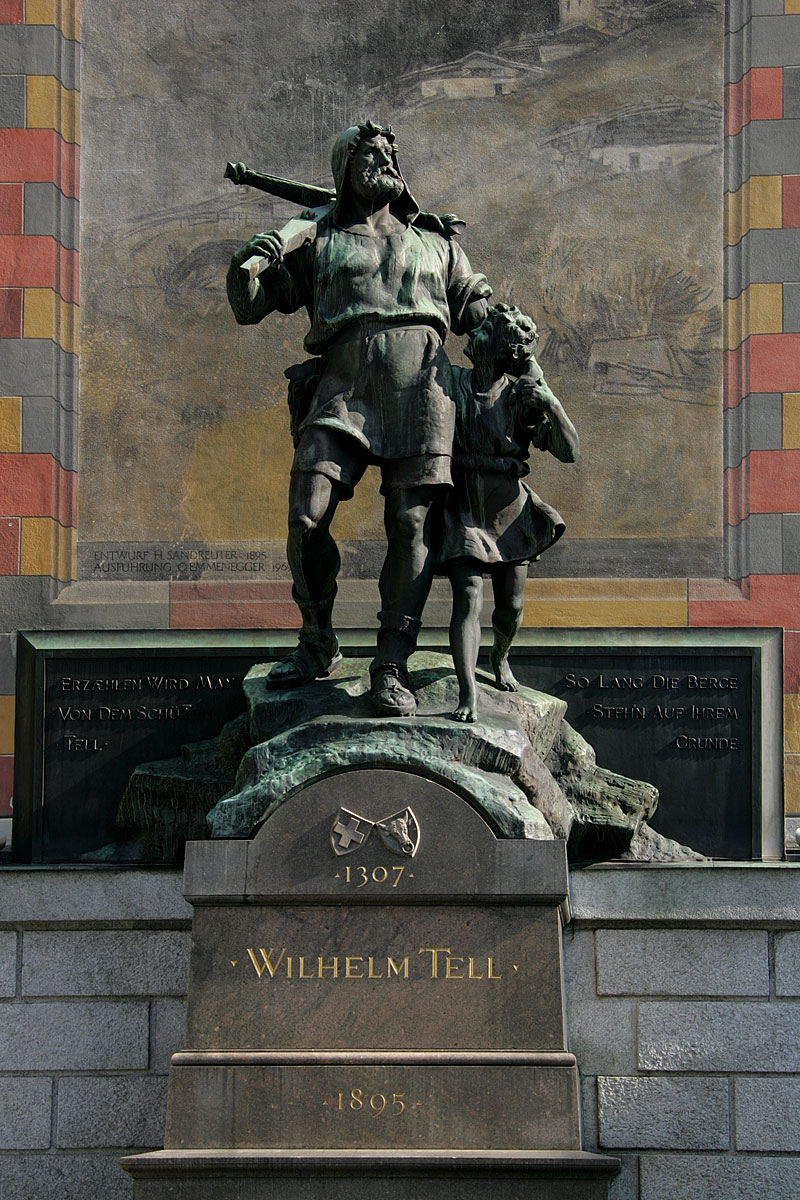
Ačkoli není jasné, zda Vilém Tell žil, samotná legenda měla výrazný dopad na švýcarskou historii a kulturu.

Švýcarsko leží na rozcestí několika významných evropských kultur. Tři z hlavních jazyků kontinentu (němčina, francouzština a italština) jsou společně s rétorománštinou, kterou hovoří pouze malá část obyvatelstva (0,5 %) jazyky úředními. Dnešní centrální Švýcarsko (kantony Uri, Schwyz a Unterwalden) se stalo jádrem švýcarské konfederace na počátku čtrnáctého století, jejíž území se v průběhu dějin tohoto státu až do první poloviny 19. století rozšiřovalo.
Švýcarská kultura je charakteristická svou rozmanitostí, kterou odráží široká škála tradičních zvyků. K obrovské kulturní rozmanitosti přispívá i rozdělení na 26 kantonů. Navzdory oblastním a národnostním rozdílnostem hrály Alpy zásadní roli ve tvorbě švýcarské historie a kultury.
Všechny horské oblasti ve Švýcarsku mají silnou lyžařskou a horolezeckou kulturu a jsou spojeny s lidovými uměními jako jódlování a hra na alpský roh.

## Lidová umění
Hlavní článek: Švýcarský folklór a Alpská kultura

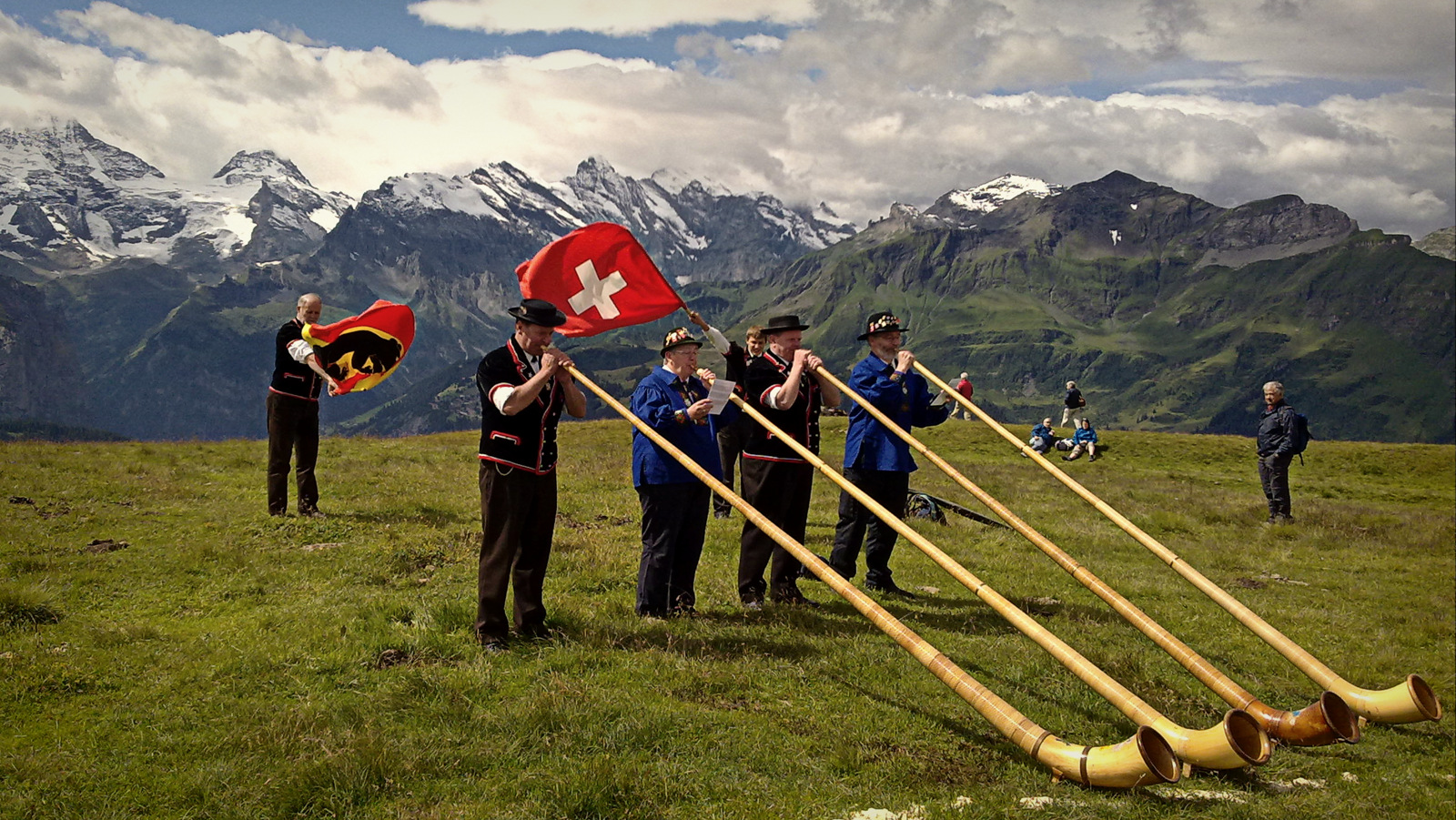
Tradiční symbol Švýcarska: Alpský roh

Lidová umění jsou udržována organizacemi po celé zemi. Ve Švýcarsku jsou většinou vyjádřena hudbou, tancem, poezií, dřevořezbou a vyšíváním.
Mezi lidová umění patří také spousta regionálních a místních rituálů spojených s různými ročními obdobími. Jódlování, které je považováno za typicky švýcarské není po celé zemi příliš rozšířeno, ale je spíše omezeno na některá horská území. To samé platí i pro akordeon, který je také někdy nazýván Schwiizerörgeli, narážející tím na to, že býval švýcarským hudebním nástrojem.
Alpský roh (nazývaný také alphorn, nebo alpenhorn) je hudební nástroj ze dřeva, podobný trumpetě. Je považován za perfektní formu dechového nástroje. Alpský roh je využíván především v horských oblastech, v některých je velice populárním, a stejně jako jódlování, či akordeon se stal symbolem tradiční švýcarské hudby.
Melodie lidové hudby se v každé oblasti liší. Na venkově bývá dlouhá, plynulá a pozvolná. Ve vnitřních a jižních Alpách naopak víc znělá a s omezeným rozsahem. Běžná a populární témata jsou láska a domov, ale své místo mají také témata vlastenecká, venkovská a lovecká.
Lidová kultura v Alpách je charakteristická velice výraznými tanci. Malé hudební sbory především bývají v hornatých oblastech, zejména ve francouzsky mluvící části Švýcarska.
Nejběžnější formou dřevořezbářství je třískové řezbářství. Takové řezbářství se normálně využívá ke zdobení každodenních věcí, jako například stoličky, dřevěné lžičky, nebo berle. Obrázkové řezbářství je také běžné, zejména vyobrazování narození Ježíše.
V některých oblastech bývají díky řezbářství fasády domů bohatě zdobeny. Nejvíce jsou zdobené fasády rozšířeny v Bernské vysočině, kde převládá protestantství. V římskokatolických oblastech jsou mnohem méně obvyklé.
Vyšívání bývá využíváno v tradičních oděvech, především dámských. Je často omezeno pouze na významné části oděvu, jako například rukávy, čepice a šátky.
Vyšívání je často užíváno jako zdobení látek. V minulosti bylo domácím průmyslem na severovýchodě a východě Švýcarska. Nyní slouží spíše jako turistická atrakce. K tradičním oděvům se již skoro vůbec nevyužívá.
V určité podzimní večery, bývají v německy mluvících částech Švýcarska dětské lucernové průvody. Lucerny (nazývané Rääbeliechtli) jsou ručně vyřezané, dnes především z dýní. Do vyřezaného vnitřku bývá zasazena svíčka. Rääbeliechtli bývá vyřezávána do podoby slunce, měsíce, nebo hvězd. Lucerna je zavěšena na třech řetězech. Děti chodí s lucernami ulicemi města a zpívají tradiční písničky. Zvyk pochází z tradice díkuvzdání na konci listopadové sklizně.

## Architektura

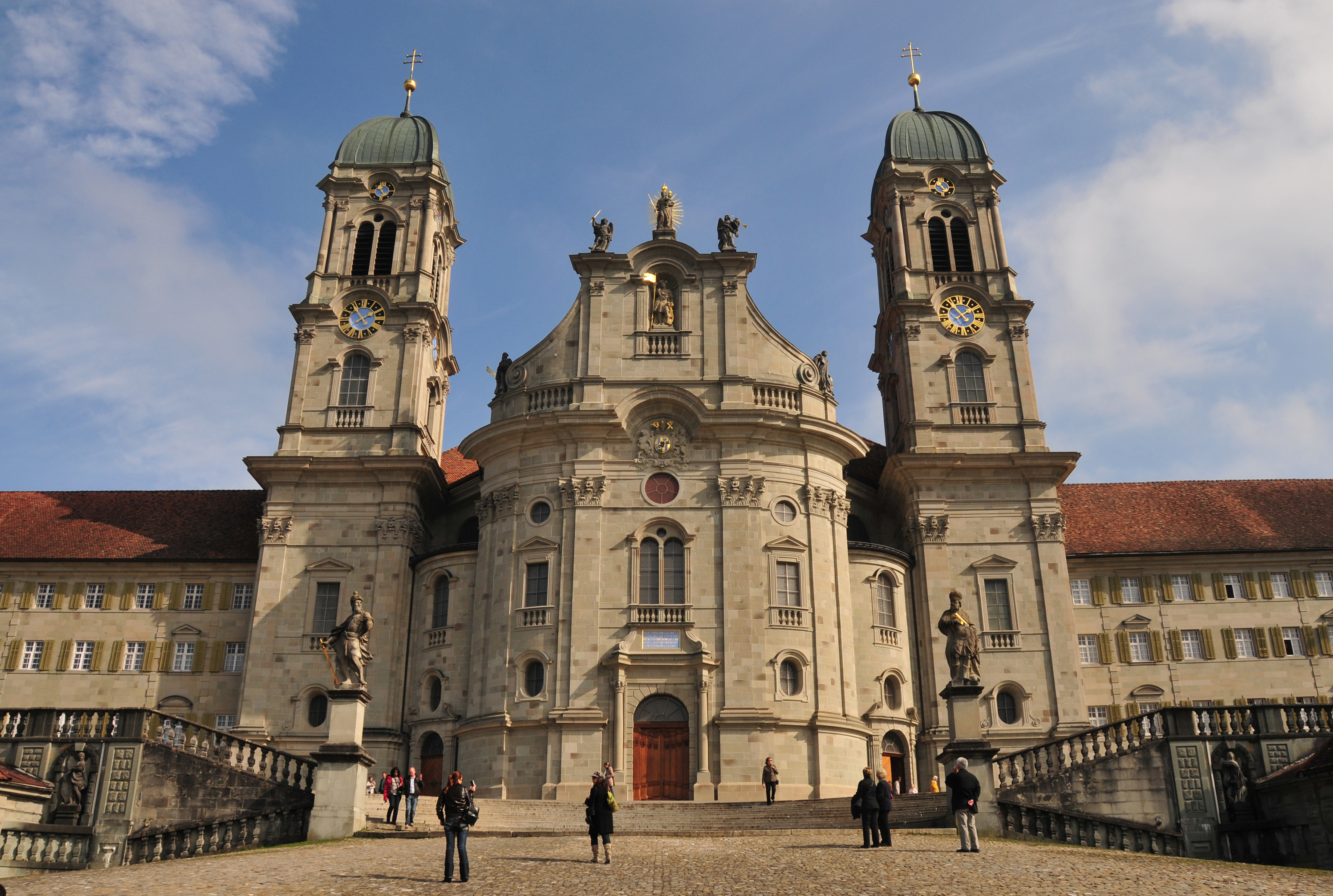
Klášter Einsiedeln

Švýcarsko má silnou architektonickou tradici. Na katedrálách v Basileji, Sionu, Churu, Ženevě a Lausanne můžeme najít románský styl dvanáctého století. Tento styl můžeme také naleznout na mnoha pevnostech a zámcích po celé zemi, přičemž mnoho z nich je uchováno ve velice dobrém stavu.
Schaffhausenská, Zugská a Curyšská katedrála jsou vyvedeny v gotickém stylu. Einsiedelnský a sanktgallenský kostel ve stylu barokním.
Řada renesančních architektů pocházela z dnešního kantonu Ticino, který tehdy ovšem nebyl součástí Švýcarska. Patří mezi ně například Antonio da Ponte, Domenico Fontana a Antonio Contino.

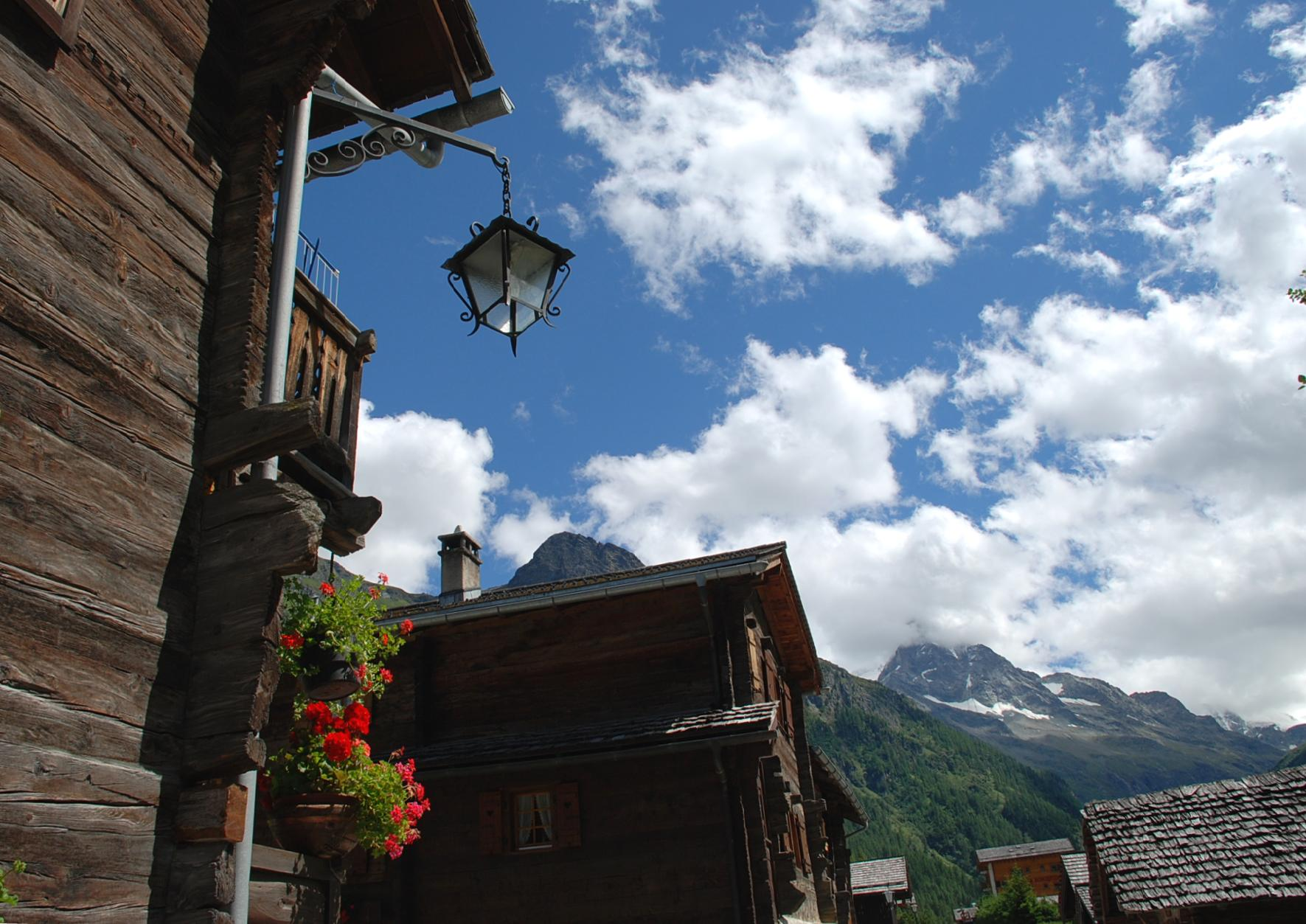
Staré dřevěné domy v Zinalu

Rodina Gillardi a Oldelli z Ticina uplatnila své znalosti v Rusku. Giovani Gillardi vybudoval Moskevský sirotčinec a jeho syn Domenico vedl přestavbu několika moskevských veřejných budov včetně univerzity po velkém požáru v roce 1812.
Na objednávku Petra Velikého vybudoval v Petrohradu několik staveb Domenico Trezzini. Pietro Trezini (nebyl příbuzný Domenica) od roku 1740 v tradici pokračoval.
Le Corbusier (Charles-Edouard Jeanneret) byl pravděpodobně ve 20. století nejkreativnějším švýcarským architektem, který se proslavil mimo vlastní zemi. Byl hnacím motorem Mezinárodní školy architektury, která v minulosti významně ovlivnila stavitelský trend napříč celou západní polokoulí.
V samotném Švýcarsku můžeme nalézt kvalitní charakteristickou architekturu, která bývá označována zejména za moderní a inovativní.
Mario Botta je slavný architekt, který ovlivnil moderní architekturu.
Jacques Herzog a Pierre de Meuron z Basileje obdrželi Pritzkerovu cenu za architekturu v roce 2001.
V roce 2009 stejnou cenu získal švýcarský architekt Peter Zumthor.

## Výtvarná umění
V šestnáctém století mělo protestantství na výtvarná umění ve Švýcarsku velký vliv. Známým akvarelistou a inkoustovým malířem osmnáctého století byl Samuel Hieronymus Grimm, ačkoli většinu své hodnotné práce vytvořil v Anglii.
Umělci nebyli prakticky vůbec ovlivněni italskou, nebo francouzskou renesancí. Více mezinárodně se začali švýcarští umělci vyvíjet až s nástupem moderní doby.
Albert Anker (1831-1910) je ve Švýcarsku považován za "národního malíře"
Mezinárodně uznávaným se stal Alberto Giacometti (1901-1966), o kterém se traduje, že odvodil značnou část své inspirace od Etrusků.
Jean Tinguely (1925-1991) uchvátil lid po celém světě svými pohyblivými sochami, vytvořenými kompletně ze zbytkových materiálů.
Paul Klee (1879-1940) bývá často označován za nejoriginálnějšího a nejpůsobivějšího švýcarského malíře. Centrum Paul Klee, otevřené v listopadu 2011, se stalo turistickou atrakcí Bernu.
Hnutí dada působilo ve Švýcarsku okolo roku 1910.
Navzdory relativně malému počtu mezinárodně známých umělců jsou ve věhlasných švýcarských muzeích uloženy významné výtvarné kolekce, které se nacházejí nejen ve velkých městech jako Basilej, Curych, nebo Ženeva, ale také v menších městech jako Schaffhausen a Winterthur.

## Hudba
Hlavní článek: Švýcarská hudba
Ze Švýcarska pochází několik významných hudebních skladatelů 20. století, jako např.: Arthur Honegger, Othmar Schoeck, Frank Martin, Franz Hohler a Mani Matter.
Mezinárodně uznávaným je každoroční Lucernský festival. Známým je též Montreaux Jazz Festival.
Dnes bychom mezi významné hudební představitele Švýcarska mohli zařadit lidově metalovou kapelu Eluveitie, která se jako první kapela svého druhu pomalu přibližuje k hlavnímu proudu. Zaznamenatelným výsledkem je dosažení #4 ve švýcarské hitparádě za jejich album vydané v roce 2012 s názvem Helvetios.
Švýcarský skladatel a muzikant Andreas Vollenweider se stal světově uznávaným za svou hru na harfu a obdržel za ni ocenění Grammy. Jeho 17 instrumentálních alb se prodalo přes 15 milionů kopií.

## Média
Hlavní článek: Švýcarská média
Podívejte se také na: Švýcarský film
Noviny mají většinou pouze regionální charakter, ale některé jsou renomované pro jejich důkladné zpravodajství o mezinárodních problémech. Mezi takové patří například: Neue Zürcher Zeitung Curych a Le Temps Ženeva.
Národní veřejná televize a rozhlas SRG/SSR (Schweizer Radio und Fernsehen/Radio Télévision Suisse) nabízí po dvou televizních programech v hlavních jazycích (v němčině, ve francouzštině a italštině) a jeden informační kanál. Vysílání v rétorománštině je součástí německy vysílaných programů SRF. Televize často nabízí vysílání jak v originálním znění, tak s dabingem. Dabované filmy jsou doplněny skrytými titulky pro neslyšící.

## Věda
Hlavní článek: Technologie a věda ve Švýcarsku
Existuje dlouhá tradice švýcarských vědců již od Paracelsa (pravé jméno: Theophrastus Bombastus von Hohenheim). Paracelsus spojil v šestnáctém století medicínu s chemií.
Rodina Bernoulli z Basileje je již po tři generace známá pro jejich značný příspěvek k matematice. Dalším inovativním matematikem je Leonhard Euler.
Horace-Bénédict de Saussure byl přírodovědec a pionýr v alpských studiích. Federální technologický institut v Curychu má na svědomí několik držitelů Nobelovy ceny. Významným jazykovědcem byl Ferdinand de Saussure.
Německý fyzik Albert Einstein se přestěhoval do Švýcarska v roce 1895, když mu bylo 16 let. Švýcarským občanem se stal v roce 1901.

## Volný čas
Hlavní článek: Sport ve Švýcarsku

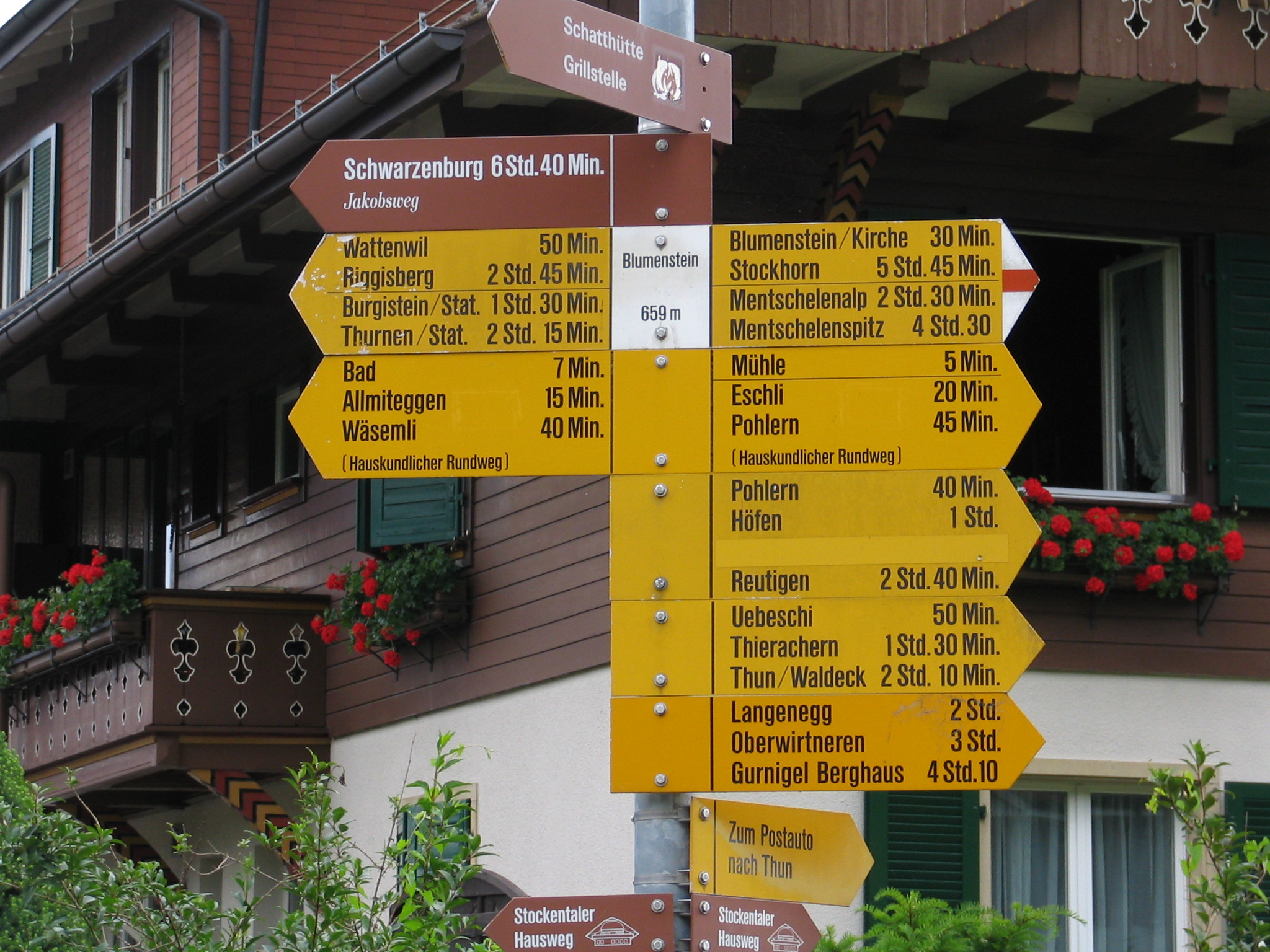
Běžné turistické značky

Krátká vzdálenost do hor významně ovlivnila volnočasové aktivity švýcarských obyvatel. Růst lyžařských a horolezeckých středisek ve švýcarských horách zapříčinil, že se Švýcaři stali více sportovně založenými. Mimo lyžování a horolezectví je na vesnicích velice oblíbeným sportem schwingen. Hodiny nedělní ranní střelby a hornussen jsou dva tradiční švýcarské sporty. Dalšími oblíbenými sporty a volnočasovými aktivitami jsou: tenis, golf, lední hokej, fotbal, basketbal, házená, bezmotorové létání, skok s padákem, potápění, plavání, volejbal, floorball, jízda na horských kolech a turistika.
V říčních a jezerních oblastech je oblíbené rybaření. Mnoho horských jezer během zimy zamrzá. Jezera jsou poté využívána pro curling, psí a koňské závody (Obzvláště okolo Svatého Mořice).

## Světová kulturní dědictví

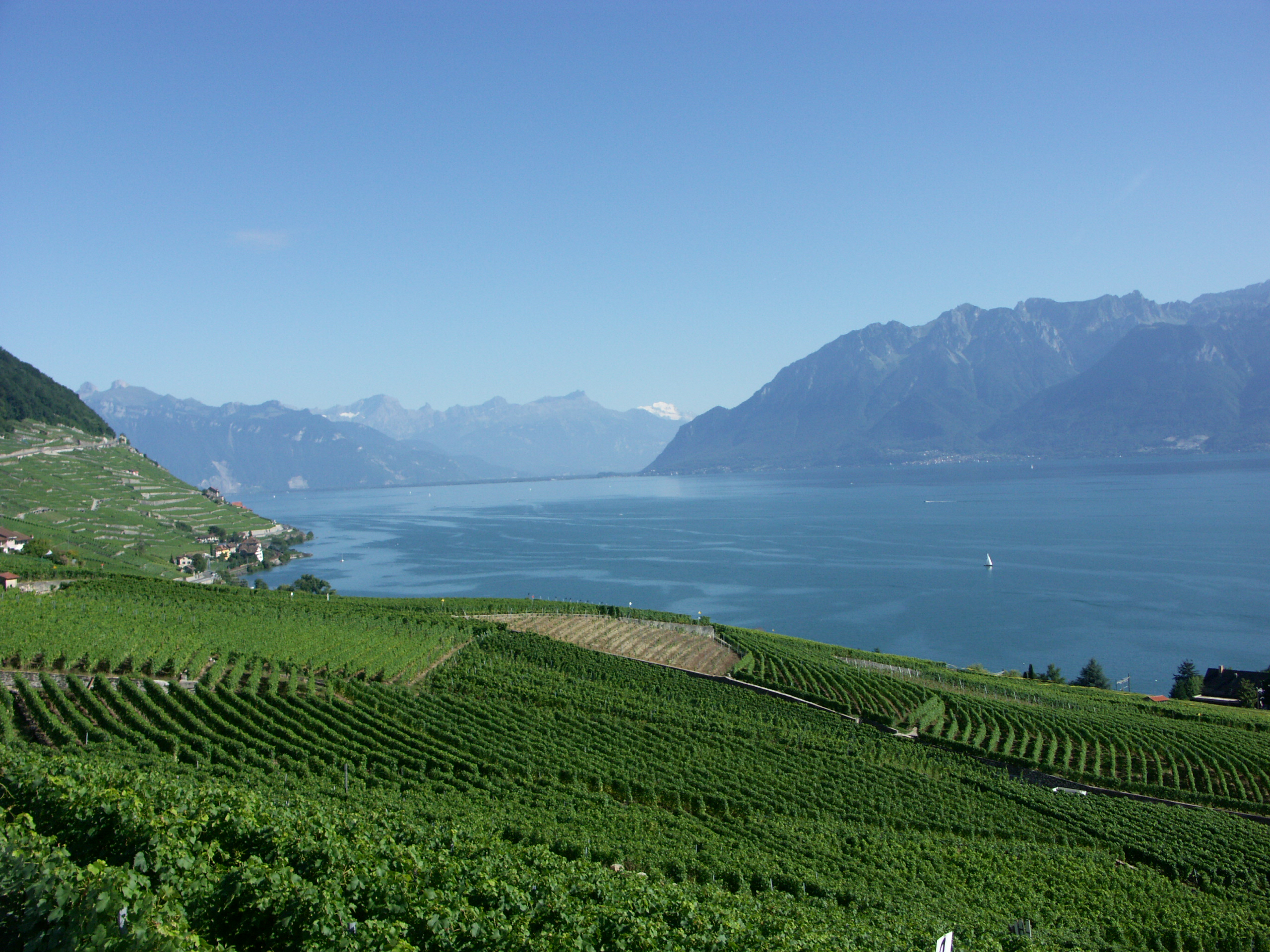
vinice Lavaux
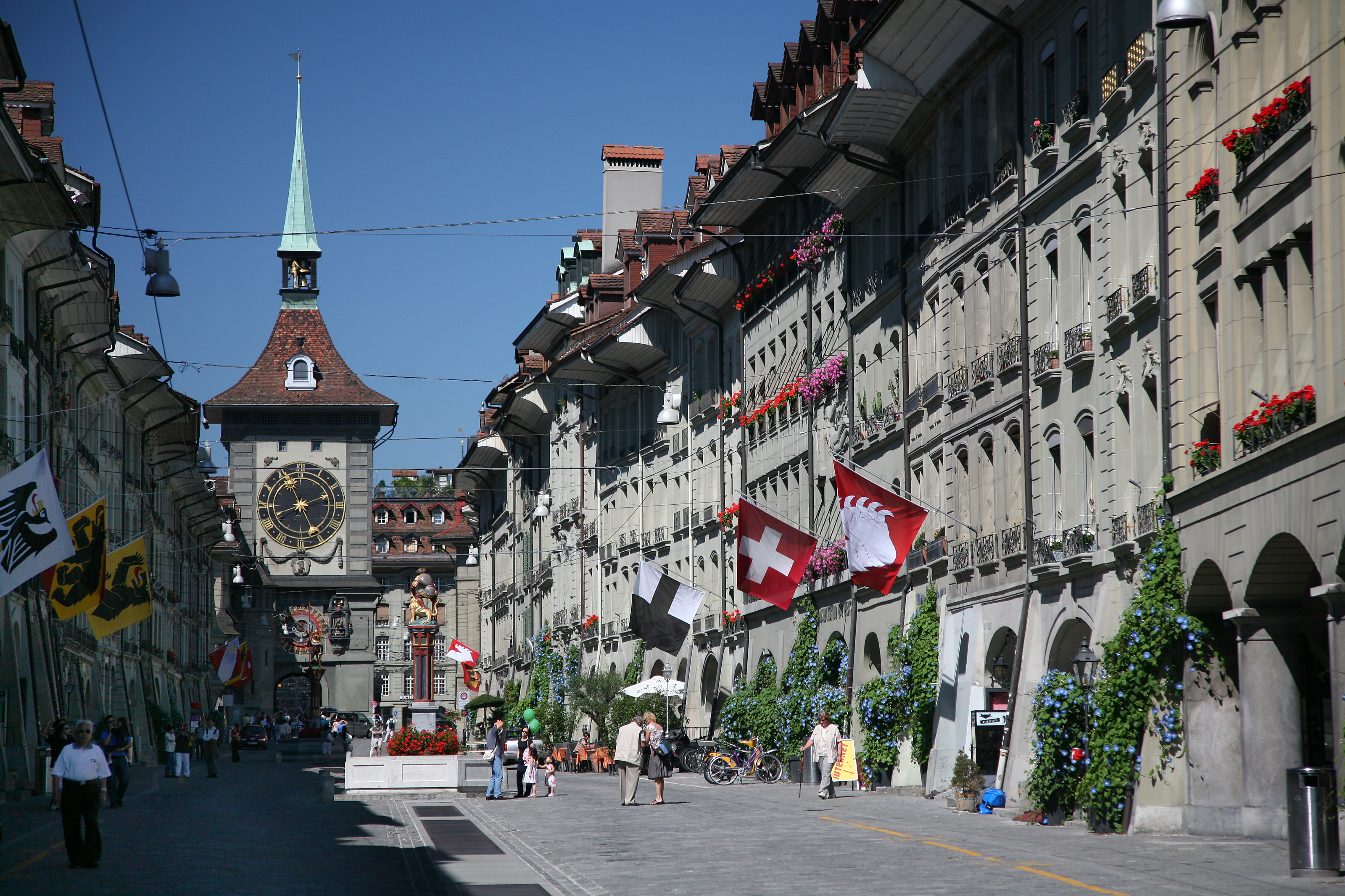
staré město Bernu
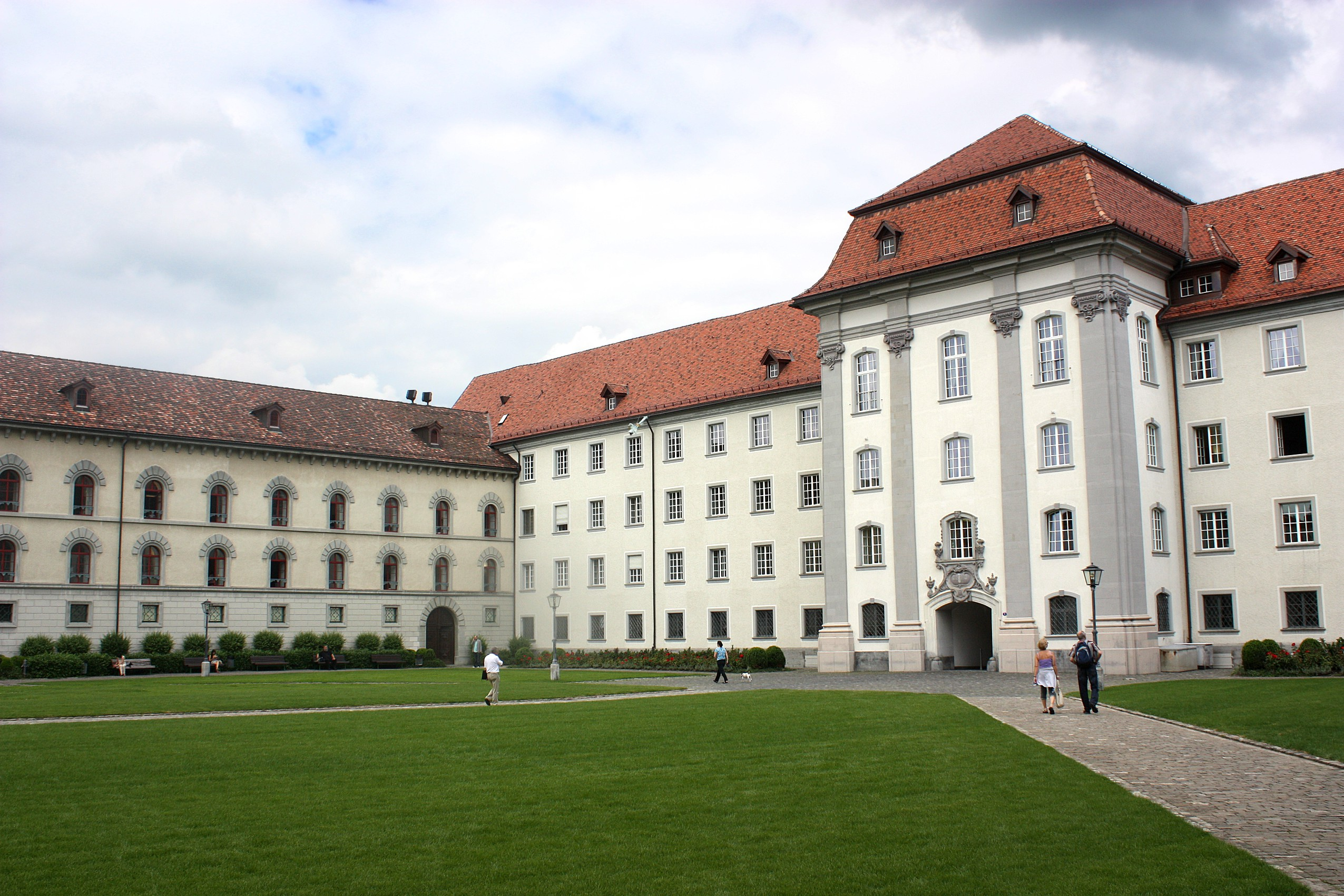
klášter St. Gallen
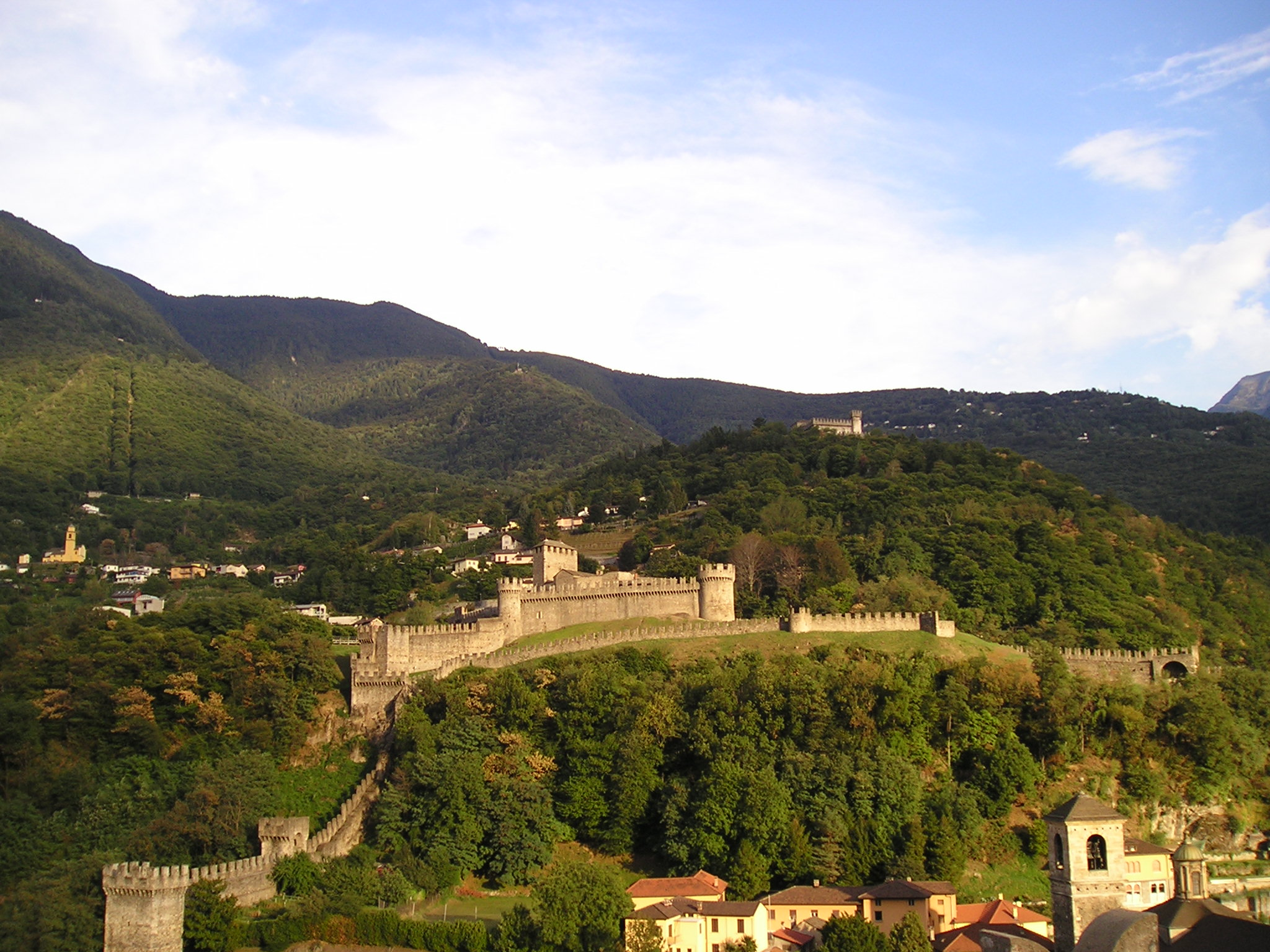
tři hrady v Bellinzoně
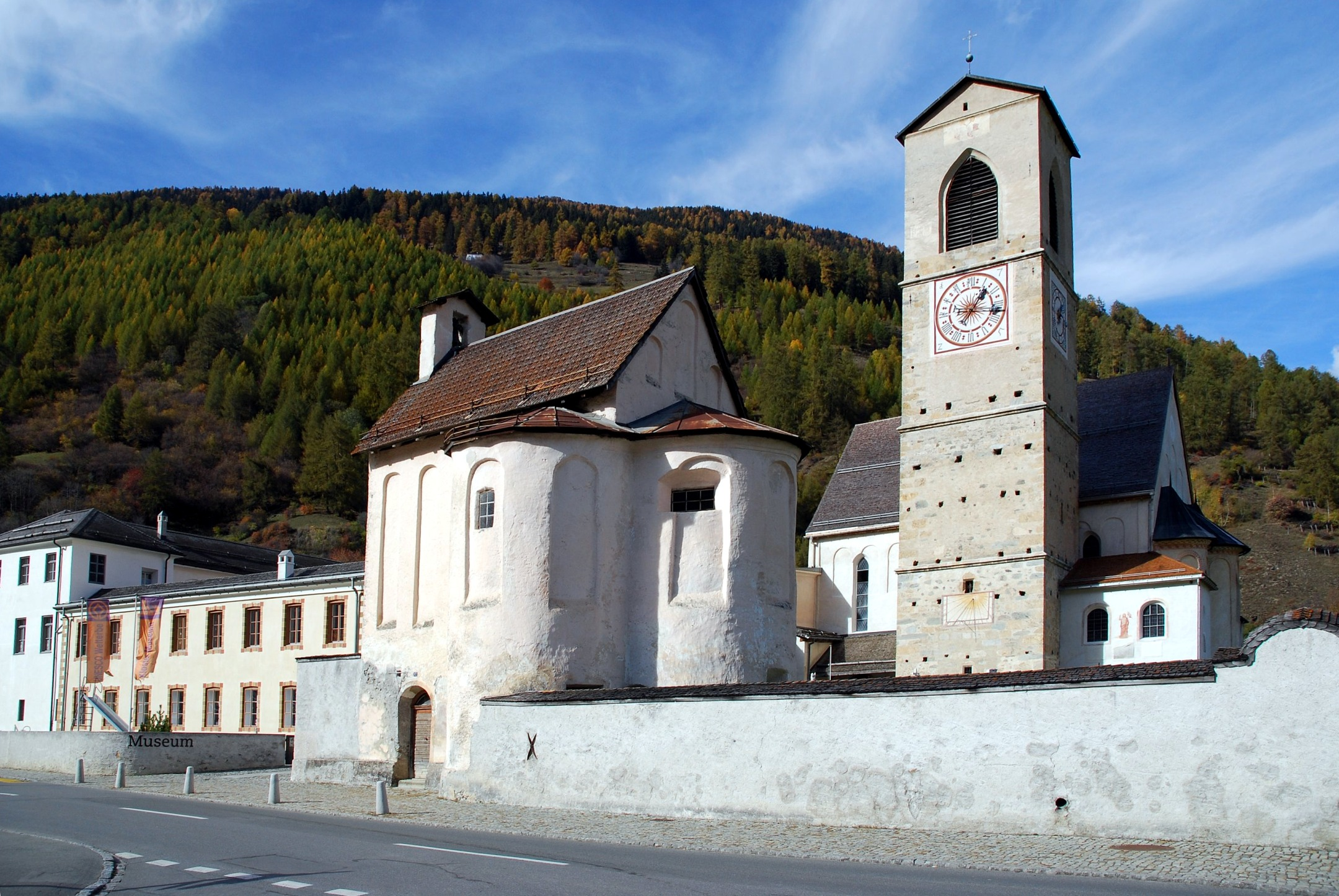
klášter svatého Jana v Müstairu
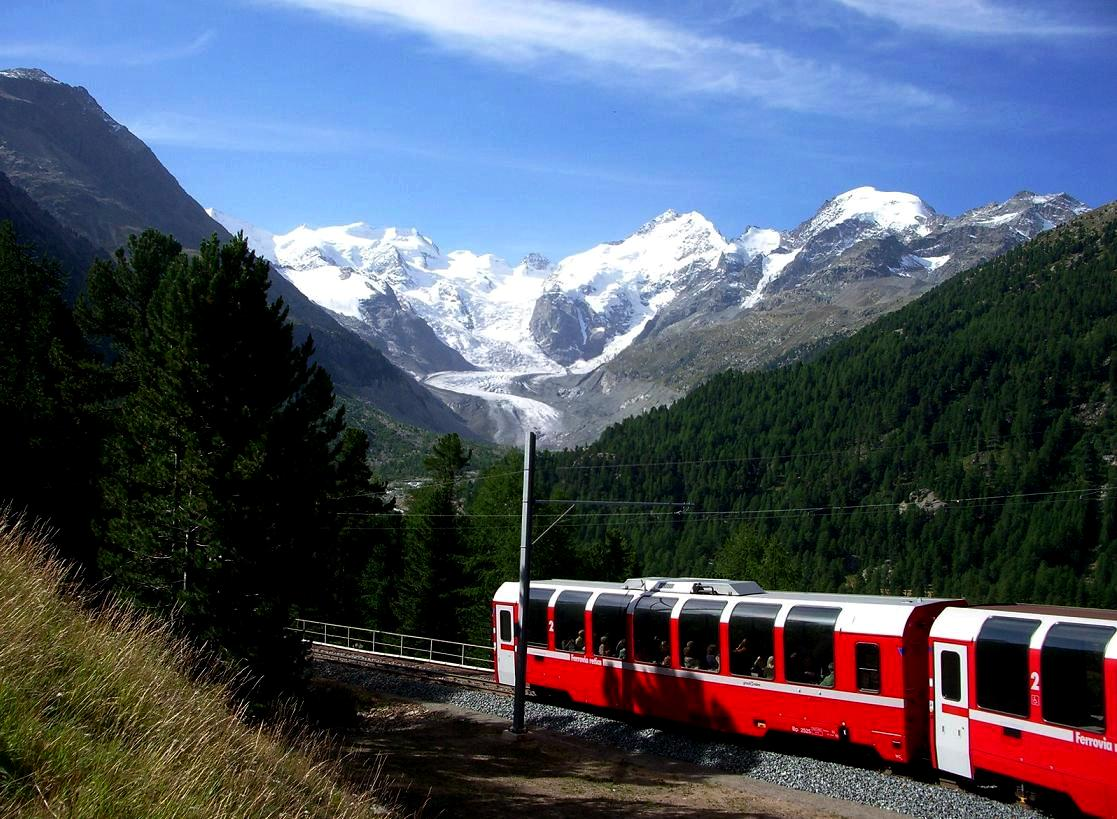
Rhétská dráha
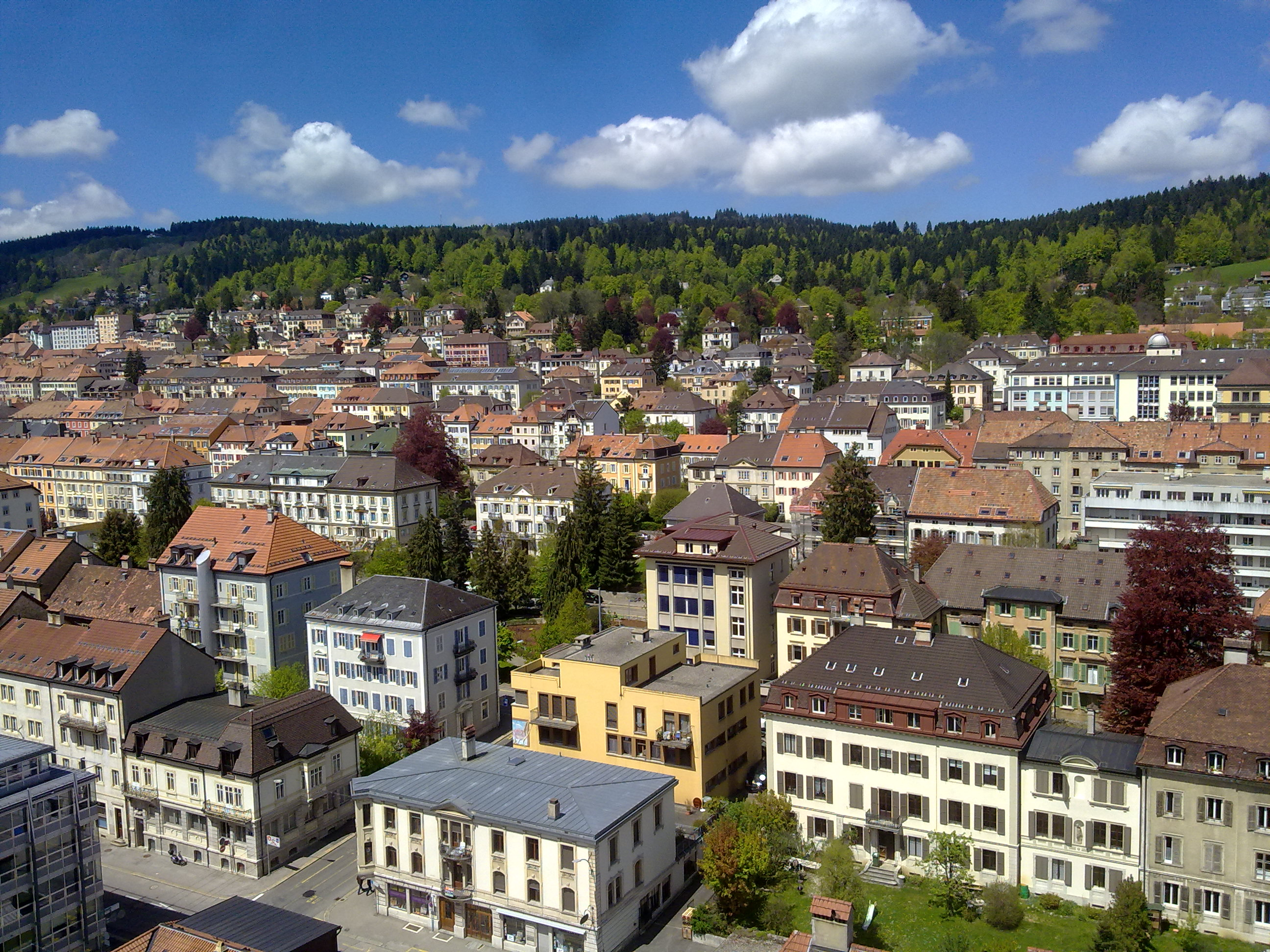
La Chaux-de-Fonds a Le Locle
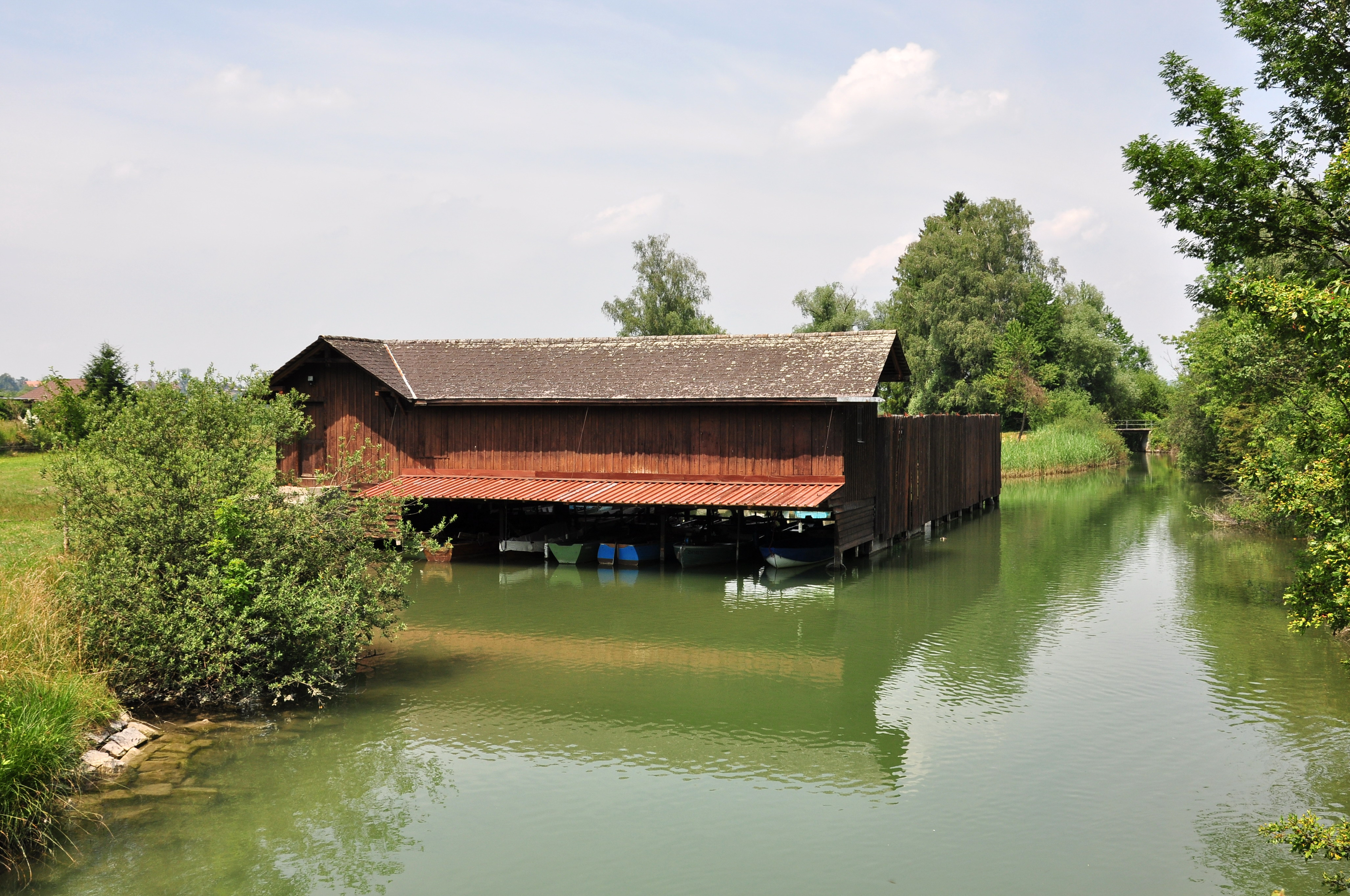
prehistorická kůlová obydlí v Alpách
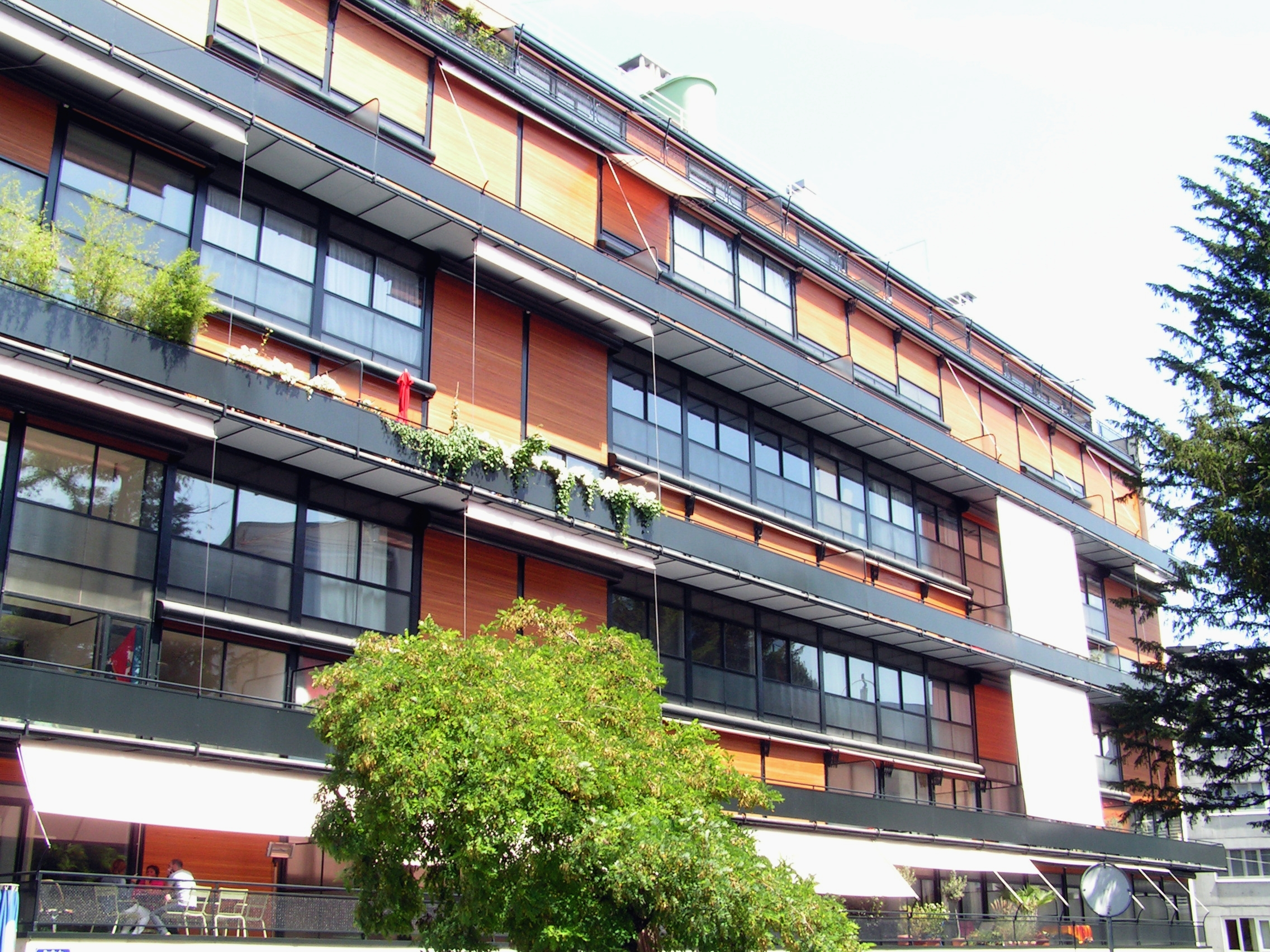
práce Le Corbusiera – bytové domy Clarte